# Éparchie de Nertchinsk
L'éparchie de Nertchinsk (en russe : Не́рчинская епа́рхия, Nertchinskaïa eparrkhiïa) est une éparchie (diocèse dans le monde orthodoxe) de l'Église orthodoxe russe, regroupant les paroisses et monastères de la moitié orientale du kraï de Transbaïkalie.

## Géographie
Le territoire de l'éparchie s'étend sur les raïons d'Aga, d'Aleksandrovski-Zavod, de Baleï, de Borzia, de Gazimourski-Zavod, de Douldourga, de Zabaïkalsk, de Kalga, de Kalar, de Karym, de Krasnokamensk, de Mogoïtouï, de Nertchinsk, de Nertchinski-Zavod, d'Oloviannaïa, de Priargoun, de Sretensk, de Tounguir-et-Oliokma, de Toungokotchen, de Tchernychevk, de Chelopougino et de Chilka.

## Histoire
Les premiers chrétiens orthodoxes sur le territoire, des Cosaques de Sibérie, sont arrivés au XVIIe siècle lors de la colonisation russe de la Sibérie. En septembre 1620, l'ensemble de la Sibérie est rattachée à la métropolie de Sibérie-Tobolsk.
En décembre 1706, le vicariat d'Irkoutsk-Nertchinsk fut créé, sous les ordres du métropole de Tobolsk. En 1727, l'éparchie d'Irkoutsk-Nertchinsk est créé, avec Innocent d'Irkoutsk comme le premier évêque de l'éparchie. Le vicarait de la Selenga est créé en 1862, qui inclus les territoires de Transbaïkalie.
Le 12 mars 1894 est créé par décision du Saint-Synode approuvée par l'empereur Alexandre III l'éparchie de Tchita, couvrant l'ensemble de la Transbaïkalie. Le 25 décembre 2014, la partie orientale de l'éparchie de Tchita est séparée de celle-ci et l'éparchie de Nertchinsk a été formée. Simultanément, l'éparchie est incluse avec celle de Tchita dans la nouvelle métropolie de Transbaïkalie,.

### Ordinaires
Bien que l'éparchie s'appelle celle de Nertchinsk, le titre de l'évêque est évêque de Nertchinsk et de Krasnokamensk.
- Makari (Mouminov), depuis le 12 juillet 2024[1].

## Doyennés
L'éparchie de Nertchinsk est divisée en quatre doyennés (octobre 2022) :
- 1re doyenné d'Aga ;
- 2e doyenné de Krasnokamensk ;
- 3e doyenné de Nertchinsk ;
- 4e doyenné de Tchernychevsk.

## Édifices religieux

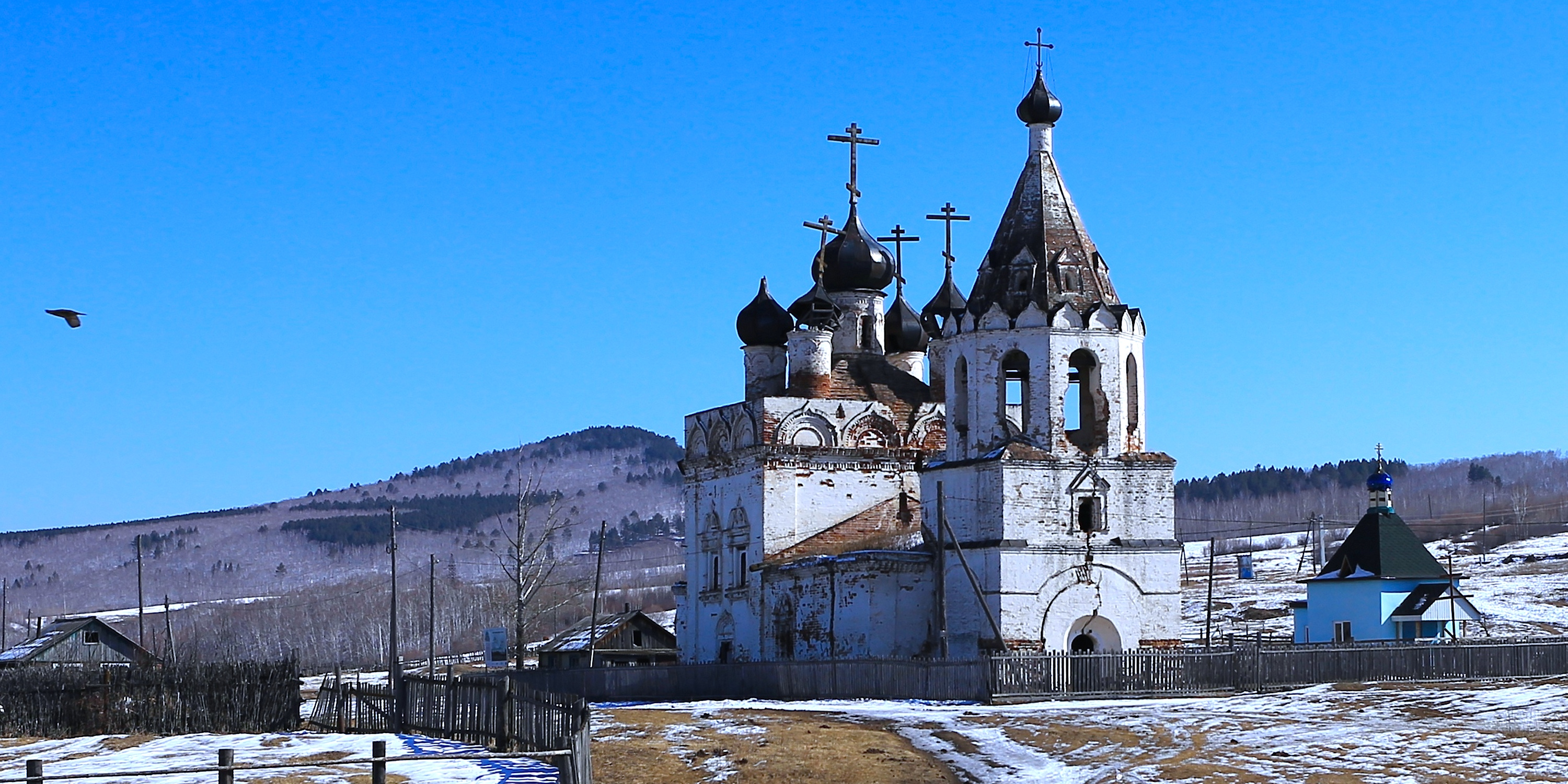
L'église de l'Assomption du village de Kalinino est l'église cathédrale de l'ancien monastère de l'Assomption de Nertchinsk, construite en 1712.

### Églises et chapelles
La cathédrale de la Résurrection de Nertchinsk est le siège de l'éparchie.

### Monastères
Le seul monastère est celui de la Dormition de Nertchinsk dans le village de Kalinino, qui est inactif.